# 알마티
알마티(카자흐어: Алматы 알마트)는 카자흐스탄의 최대 도시이다. 인구는 약 116만 8,000명이다. 키르기스스탄 및 중국과의 국경에 가깝고, 톈산산맥의 산기슭에 위치하고 있어서 풍경과 경치가 아름다운 도시이다. 카자흐 국립대학교와 고등교육기관, 정부기관 등이 있다. 기계제조, 목면공업, 식료품공업이 발달하였고, 문화의 중심지이다. 또한 2011년 동계 아시안 게임의 개최지이기도 하다.
1991년 소비에트 연방의 붕괴 이후 독립국가연합이 알마티에서 탄생했다. 1980년대 중국 신장 위구르 자치구 우루무치부터 카자흐스탄까지의 철도가 개통되었다. 2005년 기준, 우루무치에서 알마티에 이르는 열차가 주2회 운행되었다.

## 역사
청나라 영토였는데 러시아가
1854년 옴스크로부터 코사크가 톈산산맥의 기슭에 요새를 건설하면서 자일리스키(Zailiysky)라고 불렀다. 다음 해에 베르니(Верный)라고 개칭되면서, 1921년부터 현재의 명칭으로 불렸다.
1911년에 대지진이 일어나면서, 지진 피해를 입었다. 1920년대, 투르케스탄-시베리아 도로가 완성되었고 알마티는 통과 지점이 되었다.
1929년 알마티는 소련 카자흐 소비에트 사회주의 공화국의 수도가 된다. 1991년 소련의 붕괴 이후 카자흐스탄의 수도가 되었지만 1997년 12월 10일 카자흐스탄의 수도는 아스타나로 옮겨졌다. 그렇지만 알마티는 현재도 카자흐스탄에서 최대의 도시이며 상업의 중심지이다.
2011년에는 중앙 아시아 그리고 카자흐스탄 최초로 국제 경기가 열리는 도시가 되었다. 수도인 아스타나시와 함께 알마티시에서도 2011년 동계 아시안 게임이 열렸는데, 아스타나에서는 빙상 종목 경기가 열리며, 알마티에서는 설원 종목 경기가 열렸다.

### 명칭
알마아타(카자흐어: Алма-Ата, 문화어: 알마아따)라고 하는 명칭은 카자흐어 이름이며, Aта는 카자흐어로 할아버지 그리고 Aлма는 사과를 의미한다. 사과 할아버지라는 뜻의 알마아타라는 지역명칭으로 보아 고대 시대에도 사과재배지였으며 현재까지도 사과 재배지로 유명하다.  알마아타에서 알마타라는 이름이 파생되었으며 1921년에 현재의 카자흐스탄의 전신인 자치공화국이 성립한 이래, 이 도시의 카자흐어의 공식 명칭은 항상 "알마티"(Алматы)이며 '사과의 도시'를 의미한다. 
1991년에 카자흐스탄 독립 후, 이 도시의 공식 명칭은 알마티(Алматы)이다.  참고로 러시아어로 사과의 도시는 야블라치니 고흐랏 (러시아어: Яблочный город)으로  카자흐어와는 다르다.

## 행정

### 행정 구역
6개의 구가 있다.
- 알말리 구(Алмалы) — 19,0 km2
- 아우예조프 구(Әуезов) — 77,2 km2
- 보스탄디크 구(Бостандық) — 27,3 km2
- 제티수 구(Жетісу) — 51,0 km2
- 메데우 구(Медеу) — 83,8 km2
- 투르크시프 구(Түркісіб) — 66,5 km2

### 자매 도시
- 러시아 모스크바
- 러시아 카잔
- 러시아 상트페테르부르크
- 키르기스스탄 비슈케크
- 우즈베키스탄 타슈켄트
- 미국 투산
- 우크라이나 키이우
- 중국 우루무치 시
- 리투아니아 빌뉴스
- 사우디아라비아 지다
- 터키 이스탄불
- 프랑스 렌
- 이스라엘 텔아비브
- 대한민국 대구
- 라트비아 리가

## 문화
고리키 공원은 알마티의 유일하게 큰 공원으로 공원 안에 유치원, 유원지, 카페, 그리고 소형 시베리아 횡단열차라는 모형전차도 운행되고 있어 동화속 나라 같다. 나무가 많고 자연의 아름다움이 그대로 살아있기 때문에 삼림욕도 즐길 수 있다. 카자흐 중앙박물관은 고대 카자흐의 생활용품과 장식품들을 전시하고 있어서 당시 카자흐 사람들의 생활상을 아는 데 큰 도움이 된다.

## 유명한 사람들
폴리나 레드코바-요리책 작가,음식 블로거
나탈리아 나자로바-연극 및 영화 배우
디마쉬 아딜렛-사업가,블로거,텔레비전 쇼 참가자
블라디미르 지리노프스키-정치 및 정치가
이리나 린트-배우
라디오노바 스베틀라나-로스프리로드나드조르의 수장

## 경제
알마티는 카자흐스탄뿐만 아니라 중앙아시아의 금융중심지이며 카자흐스탄 GDP의 20%를 기여하고 있다.
알마티에서 가장 큰 산업은 금융산업이다. 중앙아시아에서 가장 큰 은행인 BTA Bank가 알마티에 본부를 두고 있고 Kaz Kom Bank 및 다른 주요 은행들도 알마티에 있다.

### 스포츠 클럽
- 카이라트 알마티
- 알마티 축구 클럽

## 기후
| 알마티의 기후                                                | 알마티의 기후 | 알마티의 기후 | 알마티의 기후 | 알마티의 기후 | 알마티의 기후 | 알마티의 기후 | 알마티의 기후 | 알마티의 기후 | 알마티의 기후 | 알마티의 기후 | 알마티의 기후 | 알마티의 기후 | 알마티의 기후 |
| 월                                                           | 1월           | 2월           | 3월           | 4월           | 5월           | 6월           | 7월           | 8월           | 9월           | 10월          | 11월          | 12월          | 연간          |
| ------------------------------------------------------------ | ------------- | ------------- | ------------- | ------------- | ------------- | ------------- | ------------- | ------------- | ------------- | ------------- | ------------- | ------------- | ------------- |
| 역대 최고 기온 °C (°F)                                       | 16.8 (62.2)   | 21.9 (71.4)   | 29.8 (85.6)   | 33.2 (91.8)   | 35.8 (96.4)   | 39.3 (102.7)  | 41.7 (107.1)  | 40.5 (104.9)  | 38.1 (100.6)  | 31.4 (88.5)   | 26.5 (79.7)   | 19.2 (66.6)   | 41.7 (107.1)  |
| 일평균 최고 기온 °C (°F)                                     | 0.5 (32.9)    | 2.7 (36.9)    | 9.9 (49.8)    | 17.8 (64.0)   | 22.9 (73.2)   | 27.9 (82.2)   | 30.5 (86.9)   | 29.7 (85.5)   | 24.5 (76.1)   | 16.9 (62.4)   | 8.1 (46.6)    | 2.0 (35.6)    | 16.1 (61.0)   |
| 일일 평균 기온 °C (°F)                                       | −4.6 (23.7)   | −2.4 (27.7)   | 4.5 (40.1)    | 12.1 (53.8)   | 17.1 (62.8)   | 22.1 (71.8)   | 24.4 (75.9)   | 23.3 (73.9)   | 18.0 (64.4)   | 10.6 (51.1)   | 2.9 (37.2)    | −2.7 (27.1)   | 10.4 (50.7)   |
| 일평균 최저 기온 °C (°F)                                     | −8.1 (17.4)   | −6.2 (20.8)   | −0.2 (31.6)   | 6.8 (44.2)    | 11.5 (52.7)   | 16.4 (61.5)   | 18.6 (65.5)   | 17.3 (63.1)   | 12.0 (53.6)   | 5.3 (41.5)    | −1.0 (30.2)   | −6.1 (21.0)   | 5.5 (41.9)    |
| 역대 최저 기온 °C (°F)                                       | −30.1 (−22.2) | −37.7 (−35.9) | −24.8 (−12.6) | −10.9 (12.4)  | −7.0 (19.4)   | 2.0 (35.6)    | 7.3 (45.1)    | 4.7 (40.5)    | −3.0 (26.6)   | −11.9 (10.6)  | −34.1 (−29.4) | −31.8 (−25.2) | −37.7 (−35.9) |
| 평균 강수량 mm (인치)                                        | 35 (1.4)      | 43 (1.7)      | 72 (2.8)      | 112 (4.4)     | 99 (3.9)      | 59 (2.3)      | 43 (1.7)      | 34 (1.3)      | 28 (1.1)      | 50 (2.0)      | 55 (2.2)      | 44 (1.7)      | 674 (26.5)    |
| 평균 강우일수                                                | 4             | 5             | 11            | 14            | 15            | 15            | 15            | 10            | 9             | 10            | 8             | 6             | 122           |
| 평균 강설일수                                                | 11            | 13            | 8             | 2             | 0.2           | 0             | 0             | 0             | 0.1           | 2             | 6             | 11            | 53            |
| 평균 상대 습도 (%)                                           | 77            | 79            | 71            | 59            | 56            | 49            | 46            | 45            | 49            | 64            | 74            | 79            | 62            |
| 평균 월간 일조시간                                           | 112.0         | 119.0         | 163.0         | 187.8         | 235.3         | 260.0         | 280.3         | 277.7         | 243.6         | 188.9         | 116.6         | 94.0          | 2,278.2       |
| 출처 1: Pogoda.ru (평년값: 1991년~2020년, 극값: 1879년~현재) |               |               |               |               |               |               |               |               |               |               |               |               |               |
| 출처 2: 미국 해양대기청                                      |               |               |               |               |               |               |               |               |               |               |               |               |               |

## 같이 보기
- 알마티 국제공항
- FC 카이라트
- 말루스 시에베르시